# ATP Challenger Guangzhou-3
Das ATP Challenger Guangzhou-3 (offizieller Name: Guangzhou Huangpu International Tennis Open) ist ein Tennisturnier in Huangpu (Guangzhou), Volksrepublik China, das seit 2024 ausgetragen wird. Es ist Teil der ATP Challenger Tour und wird im Freien auf Hartplatz gespielt.

## Liste der Sieger

### Einzel
| Jahr | Sieger                | Finalgegner     | Ergebnis             |
| ---- | --------------------- | --------------- | -------------------- |
| 2025 |                       |                 | Austragung ab 8.9.25 |
| 2024 | Christopher O’Connell | Shō Shimabukuro | 1:6, 7:5, 7:65       |

### Doppel
| Jahr | Sieger                  | Finalgegner                     | Ergebnis             |
| ---- | ----------------------- | ------------------------------- | -------------------- |
| 2025 |                         |                                 | Austragung ab 8.9.25 |
| 2024 | Evan King Reese Stalder | Francis Alcantara Pruchya Isaro | 4:6, 7:5, [10:5]     |